# Пещера № 2
Пещера № 2 — геологический памятник природы местного значения. Находится в Старобешевском районе Донецкой области возле села Стыла. Статус памятника природы присвоен решением облисполкома № 276 27 июня 1984 года. Площадь — 0,5 га. Представляет собой пещеру в пигматитовых выходах Короткой скалы. Пещера в виде трещины.